# مقاطعة كغالاجادي
مقاطعة كغالاجادي (بالإنجليزية: Kgalagadi District)‏ هي مقاطعة في بوتسوانا، تتبع بوتسوانا، بلغ عدد سكانها 50492 نسمة، في 2011، عاصمتها تسابونغ، تبلغ مساحتها 106940 كيلومتر مربع.

## الموقع
تشترك في الحدود مع:
- مقاطعة غانزي
- كيب الشمالية
- المقاطعة الجنوبية
- مقاطعة كويننغ
- الشمالية الغربية.